# Джошуа Слоукъм
Джошуа Слокъм (на английски: Joshua Slocum) е канадско-американски мореплавател, изследовател и известен писател. Той става първият мореплавател, осъществил самотна околосветска обиколка с яхтата си „Спрей“.

## Биография
Роден е на 20 февруари 1844 година в Уилмот, Нова Скотия (днес Канада), пети син в семейството на Джон Слокъм и Сара Джейн. На 12-годишна възраст Джошуа бяга от вкъщи. Прави кариера на професионален моряк и капитан в търговския флот, оттегляйки се към 1892 г. на 48-годишна възраст.
По стечение на обстоятелствата се сдобива със стар съд за лов на стриди на име „Спрей“, дълъг 11,2 метра, който ремонтира сам за сумата от $553,62 (около $16 100 в долари от 2015 г.). Решава да предприеме околосветско пътешествие. Тръгва на 24 април 1895 г. от Бостън, Масачузетс. На 27 юни 1898 г. завършва своето околосветско пътуване след 46 000 мили (74 000 км). През 1899 описва пътешествието си в книгата „Сам около света“, считана днес за класика в този тип литература.
През ноември 1909 г. изчезва по време на плаване с яхтата си „Спрей“ в района на Винярд Хейвън, Масачузетс, на път за Южна Америка. Официално е обявен за мъртъв през 1924 г.